# Buzuluk
|  | Aquest article tracta sobre la població. Vegeu-ne altres significats a «Buzuluk (riu)». |

Buzuluk - Бузулук (rus) - és una ciutat de l'óblast d'Orenburg, a Rússia. Es troba al sud-oest dels contraforts dels Urals, i passen per la vila els rius Samara, Buzuluk i Domaixka. Es troba a 246 km al nord-oest d'Orenburg.
A uns 15 km de la vila hi ha el parc de Buzuluk, que abasta una extensió d'uns 1.000 km², declarat parc nacional el gener del 2008.

## Història
El 1736 es construí a la confluència del Buzuluk i del Samara una fortalesa anomenada Buzulúkskaia, prop de la frontera meridional russa de l'època. Poc després es traslladà a l'emplaçament actual, prop de la font del Domaixka. Durant la rebel·lió de Pugatxov la vila fou presa pels rebels. Buzuluk aconseguí l'estatus de ciutat ja el 1781, amb un estatus atorgat per Caterina la Gran.
El desenvolupament de la ciutat es donà en obrir-se la línia ferroviària entre Samara i Orenburg el 1877. Fou connectada a causa de la importància de la regió quant a la producció de cereals. Es construïren a la ciutat una central elèctrica, escoles, biblioteques i altres serveis d'infraestructures. Des de finals del segle xix el 1926 la població de la vila pràcticament es duplicà.
Durant la Segona Guerra Mundial el primer batalló del camp txecoslovac, una unitat txecoslovaca, tenia la vila com a base a partir de febrer del 1942. En aquesta unitat lluitava del costat de l'Exèrcit Roig, un cop Txecoslovàquia fou ocupada pels alemanys. Al comandament de la unitat hi havia el coronel Ludvík Svoboda. Va prendre part en la batalla de Sokolovo, el març del 1943.

## Demografia
Censos i estimacions de la població:
| 1920 | 1930 | 1940 | 1950 | 1960 | 1970   | 1981 | 1990 | 1992   | 1994 |
| ---- | ---- | ---- | ---- | ---- | ------ | ---- | ---- | ------ | ---- |
| -    | -    | -    | -    | -    | 67.091 | -    | -    | 85.800 | -    |

| 1996   | 1998   | 2000   | 2002   | 2004          | 2006   | 2008   | 2010          | 2012   | 2014   |
| ------ | ------ | ------ | ------ | ------------- | ------ | ------ | ------------- | ------ | ------ |
| 87.000 | 87.100 | 86.700 | 87.286 | 87.200 aprox. | 87.680 | 88.865 | 89.717-82.655 | 83.326 | 84.671 |

| 2016   | 2018   | 2020   | 2022 | 2024 | 2026 | 2028 | 2030 | 2032 | 2034 |
| ------ | ------ | ------ | ---- | ---- | ---- | ---- | ---- | ---- | ---- |
| 85.896 | 86.187 | 86.103 | -    | -    | -    | -    | -    | -    | -    |